# 赖恩斯贝格 (奥地利)
赖因斯贝格是奥地利下奥地利州沙伊布斯县的一个市镇。总面积29.54平方公里，总人口1025人，人口密度34.7人/平方公里（2005年）。